# Svartsyn
Svartsyn (švédské slovo pro pesimismus) je švédská kapela z města Nynäshamn, která hraje black metal. Zformovala se v roce 1993, založil ji hudebník s přezdívkou Ornias, ke kterému se přidal v roce 1996 bubeník Draugen. Předchůdcem byla kapela Chalice, která existovala v letech 1991–1993.
Debutové studiové album s názvem The True Legend (česky Skutečná legenda) vyšlo v roce 1998.

## Diskografie
Dema
- Rehearsal '94 (1994)
- A Night Created by the Shadows (1995)
- Rehearsal '97 (1997)
- Skinning the Lambs (2003)

Studiová alba
- The True Legend (1998)[3]
- ...His Majesty (2000)
- Destruction of Man (2003)
- Bloodline (2005)
- Timeless Reign (2007)
- Wrath Upon The Earth (2011)
- Black Testament (2013)
- In Death (2017)
- Requiem (2020)

EP
- Tormentor (1997)
- Genesis of Deaths Illuminating Mysteries (2012)
- Nightmarish Sleep (2014)

Živá alba
- Live in Rotterdam 1997 (2022)

Kompilační alba
- A Night Created by the Shadows... and the Resuscitation of Unspoken Rituals (2019)

Split nahrávky
- Kaos Svarta Mar / Skinning the Lambs (2004) - společně s kapelou Arckanum